# باغناريا (بافيا)
باغناريا (بالإيطالية: Bagnaria)‏ هي بلدة تقع في مقاطعة بافيا بإقليم لومبارديا في شمال إيطاليا. تبلغ مساحة هذه المدينة 16.6 (كم²)، وترتفع عن سطح البحر م، بلغ عدد سكانها 640 نسمة في عام 2004 حسب إحصاء المعهد الوطني للإحصاء.

## السكان
تطور النمو السكاني لـ باغناريا (بافيا)